# Zoë Bell
Zoë E. Bell (17 de novembre de 1978) és una acròbata i actriu de Nova Zelanda. Alguns dels seus treballs d'acrobàcies més notables inclouen el doblament per a Lucy Lawless a Xena: Warrior Princess i per a Uma Thurman a Kill Bill.
Com a actriu, Bell ha aparegut a la televisió i en llargmetratges; va protagonitzar la sèrie web Angel of Death. És probablement més reconeguda per interpretar-se a ella mateixa a la pel·lícula de Quentin Tarantino Death Proof. El 2015, va aparèixer en un paper d'actuació a la pel·lícula de Tarantino The Hateful Eight, i el 2019 va aparèixer en un paper d'actriu a Once Upon a Time in Hollywood a més al seu paper de coordinadora d'acrobàcies i doblea.
Va ser la doble acrobàtica de Cate Blanchett al llançament del 2017 Thor: Ragnarok.

## Primers anys
Bell va néixer a l'Illa Waiheke, Nova Zelanda, filla de Tish, una infermera, i d'Andrew Bell, un metge. Té un germà petit anomenat Jake i un germà adoptiu anomenat Leonhard, que viu a la seva antiga ciutat natal. a Alemanya. Va créixer a l'illa de Waiheke a Auckland.
A una edat primerenca, Bell va participar en gimnàstica competitiva i als 15 anys va començar a estudiar taekwon-do. També va participar en activitats de dansa, submarinisme, submarinisme i atletisme. Bell va assistir a l'Auckland Girls' Grammar School i al Selwyn College.

## Carrera
Bell va començar la seva carrera l'any 1992 quan el seu pare va tractar un doble per una ferida al cap i va tornar a casa amb un número de telèfon perquè ella truqués. El seu primer treball d'acrobàcia va ser saltar d'un cotxe a Shortland Street, una telenovel·la de Nova Zelanda.
Va realitzar acrobàcies per Hercules: The Legendary Journeys i Xena: Warrior Princess, ambdues rodades a Nova Zelanda; a la quarta temporada de Xena, era la doble acrobàtic de Lucy Lawless. Es va fracturar vèrtebres a l'esquena fent acrobàcies de treball de filferro a l'espectacle, però va continuar treballant durant una setmana fins que una altra acrobàcia, en la qual li va trencar una cadira a l'esquena, la va incapacitar.
Després de Xena, va actuar en petites pel·lícules i a la televisió, inclosa la coordinació d'acrobàcies i interpretant un petit paper en un curtmetratge, Reflections, amb Adrienne Wilkinson (amb qui havia estat prèviament). va treballar a Xena). Va passar a doblar a Uma Thurman a Kill Bill de Quentin Tarantino.
Tot i que inicialment va ser contractada com a doble de Thurman, l'equip d'acrobàcia es va adonar que Bell també faria un doble ideal per a escenes de baralla i va ser entrenada en conseqüència. Bell va haver d'aprendre a lluitar a l'estil wushu. A prop del final del rodatge de Kill Bill: Volum 2, es va lesionar les costelles i els lligaments del seu canell mentre simulava ser llançada cap enrere per un cop d'escopeta. Bell va requerir cirurgia i va passar diversos mesos recuperant-se. Un cop finalitzada la producció a Kill Bill, va rebre el cartell "The Bells" que penjava fora de la casa del personatge Vernita Green. Més tard la va donar als seus pares. Després de les dues pel·lícules de "Kill Bill", va fer un treball d'acrobàcies per a la pel·lícula Catwoman, en la qual va fer caigudes altes i va actuar com a doble per a Sharon Stone.
El 2004, es va estrenar el documental Double Dare. Es va centrar principalment en Bell i la veterana doble Jeannie Epper, seguint-les durant els seus viatges a Hollywood. La pel·lícula presentava una visió d'extrems oposats de l'espectre de les dobles, amb l'envellida Epper continuant la seva recerca de feina en una indústria on l'edat no es considera necessàriament un actiu i Bell, aleshores nouvinguda a Hollywood, intentant fer-s’hi un lloc. El rodatge de Double Dare va cobrir la carrera de Bell des del final de Xena fins a l'inici del seu treball a Kill Bill: Volum 1.
El 2004, Bell i Angela Meryl (doble d’acrobàcies de Vivica A. Fox) van ser nominades als Taurus World Stunt Awards en les categories "Millor acrobàcia general d'una dona" i "Millor lluita" per la seva doblatge de la baralla de ganivets entre els personatges Beatrix Kiddo i Vernita Green a Kill Bill: Volum 1. El 2005, Bell va ser nominada a un Taurus en les categories "Millor acrobàcia general". d'una dona", "Millor lluita" i "Millor obra alta". Ella i Monica Staggs (doble de Daryl Hannah) van guanyar Millor acrobàcia general i Millor lluita per la seva lluita al tràiler de Budd a "Kill Bill: Volum 2". La seva nominació a la millor obra alta va ser per una caiguda de més de 200 peus a la pel·lícula Catwoman.
Després de Catwoman, Bell va fer acrobàcies al thriller d'acció L'ombra del regne i una altra pel·lícula de Tarantino, Maleïts malparits.
Tarantino la va oferir un paper principal a la seva següent pel·lícula, Death Proof (2007), en la qual s'interpretava a si mateixa i realitzava les seves pròpies acrobàcies, la més notable de les quals es va produir quan es va aferrar a la caputxa de un Dodge Challenger de 1970.
L'agost de 2007, Bell va dir que havia signat per interpretar el paper principal en una pel·lícula sobre un soldat estatunidenc que, en tornar als Estats Units d'un període de servei a l'Iraq, ajuda a una noia en problemes. Va dir que faria les seves pròpies acrobàcies a la pel·lícula i que l'accent americà era "un gran repte".
Bell va aparèixer a l'episodi setè de la quarta temporada de Lost, interpretant el paper del contacte de ràdio de l'equip de càrrega, Regina. Va dir que el paper requeria una mica d'actuació i una mica de treball d'acrobàcies.
El 2008, Bell va protagonitzar al costat de la seva antiga col·lega de Xena Lucy Lawless la sèrie web de Sony (Crackle)  Angel of Death que va debutar en línia a principis de 2009.
Bell també va interpretar un tècnic mèdic que interpreta a la llum de la lluna com "Bloody Holly", una estrella del roller derby, al debut com a director de Drew Barrymore el 2009, Noies sense frens.
Va aparèixer al costat de Wesley Snipes al thriller del 2010 del director italià Giorgio Serafini Game of Death. També es pot veure al vídeo musical del senzill de Noel Gallagher's High Flying Birds' del 2012 "Dream On]".
Bell va signar amb CAA l'agost de 2020.

## Filmografia
| Any       | Títol                                | Actriu | Doblat          | Peper                                             | Notes                                      |
| --------- | ------------------------------------ | ------ | --------------- | ------------------------------------------------- | ------------------------------------------ |
| 1992–2005 | Shortland Street                     | No     | Sí              |                                                   |                                            |
| 1995–1999 | Hercules: The Legendary Journeys     | No     | Sí              |                                                   |                                            |
| 1998      | The Chosen                           | No     | Sí              |                                                   |                                            |
| 1998      | Young Hercules                       |        |                 |                                                   |                                            |
| 1998–2001 | Xena: Warrior Princess               | No     | Sí              | Xena                                              | Actriu principal: Lucy Lawless             |
| 1999      | Jacksons Wharf                       |        |                 |                                                   |                                            |
| 1999      | Amazon High                          | No     | Sí              |                                                   |                                            |
| 2000      | Jack of All Trades                   |        |                 |                                                   |                                            |
| 2000      | Cleopatra 2525                       | Sí     | No              | Dona traïdora                                     |                                            |
| 2002      | The Bunker Murders                   |        |                 |                                                   |                                            |
| 2003      | Riverworld                           | No     | Sí              |                                                   |                                            |
| 2003      | The Extreme Team (a.k.a. The X-Team) | No     | Sí              |                                                   |                                            |
| 2003      | Kill Bill: Volum 1                   | No     | Sí              | La núvia                                          | Actriu principal: Uma Thurman              |
| 2004      | Kill Bill: Volum 2                   | No     | Sí              | La núvia                                          | Actriu principal: Uma Thurman              |
| 2004      | Catwoman                             | No     | Sí              | Patience Phillips / Catwoman                      | Actriu principal: Sharon Stone             |
| 2004      | Double Dare                          | Sí     | No              | Ella mateixa                                      |                                            |
| 2005      | Alias                                | No     | Sí              | Kelly Peyton                                      | Actriu principal: Amy Acker                |
| 2006      | Devil's Den                          | No     | Sí              |                                                   |                                            |
| 2006      | Poseidon                             | No     | Sí              |                                                   |                                            |
| 2006      | Penny Dreadful                       | No     | Sí              |                                                   |                                            |
| 2007      | Grindhouse                           | Sí     | Sí              | Sicko Eating Paramedic #2                         | Segment: Planet Terror                     |
| 2007      | Grindhouse                           | Sí     | Sí              | Ella mateixa                                      | Segment: Death Proof                       |
| 2007      | L'ombra del regne                    | No     | Sí              |                                                   |                                            |
| 2008      | Lost                                 | Sí     | Sí              | Regina                                            | 4 episodis                                 |
| 2008      | Reflections                          | Sí     | Sí              | Dona al mairall                                   | coordinador de dobles                      |
| 2009      | The Chronicles of Nerm               | Sí     | No              |                                                   | veu                                        |
| 2009      | The Collector                        | No     | Sí              |                                                   |                                            |
| 2009      | Bitch Slap                           | Sí     | Sí              | Rawhide                                           | Coordinador de dobles; coreògraf de lluita |
| 2009      | Angel of Death                       | Sí     | No              | Eve                                               |                                            |
| 2009      | Gamer                                | Sí     | No              | Sandra                                            |                                            |
| 2009      | Noies sense frens                    | Sí     | No              | Bloody Holly                                      |                                            |
| 2009      | Maleïts malparits                    | No     | Sí              | Shosanna                                          | Actriu principal: Mélanie Laurent          |
| 2009      | Maleïts malparits                    | No     | Sí              | Bridget von Hammersmark                           | Actriu principal: Diane Kruger             |
| 2009      | La proposta                          | No     | Sí              | Margaret                                          | Actriu principal: Sandra Bullock           |
| 2009      | The Final Destination                | No     | Sí              |                                                   |                                            |
| 2010      | Fallout: New Vegas                   | Sí     | No              | Melissa / Diane / Linda Schuler / Alice Hostetler | Videojoc veu                               |
| 2010      | Game of Death                        | Sí     | No              | Floria                                            |                                            |
| 2011      | Gossip Girl                          | Sí     | No Ella mateixa |                                                   |                                            |
| 2012      | The Baytown Outlaws                  | Sí     | No              | Rose                                              |                                            |
| 2012      | Django desencadenat                  | Sí     | No              | Tracker                                           |                                            |
| 2013      | Hansel and Gretel: Witch Hunters     | Sí     | No              | Bruixa alta                                       |                                            |
| 2013      | Oblivion                             | Sí     | No              | Kara                                              |                                            |
| 2013      | Iron Man 3                           | No     | Sí              |                                                   |                                            |
| 2013      | Raze                                 | Sí     | No              | Sabrina                                           |                                            |
| 2013      | Hawaii Five-0                        | Sí     | Sí              | Dr. Shannon Morgan (Sugar Sticks)                 |                                            |
| 2014      | Mercenaries                          | Sí     | No              | Cassandra Clay                                    |                                            |
| 2015      | The Hateful Eight                    | Sí     | No              | Six-Horse Judy                                    |                                            |
| 2016      | Camino                               | Sí     | No              | Avery Taggert                                     |                                            |
| 2016      | Paradox                              | Sí     | Sí              | Gale                                              |                                            |
| 2016      | Freshwater                           | Sí     | Sí              | Brenda Grey                                       |                                            |
| 2017      | Thor: Ragnarok                       | No     | Sí              | Hela                                              | Actriu principal: Cate Blanchett           |
| 2019      | Once Upon a Time in Hollywood        | Sí     | Sí              | Janet Lloyd                                       | Coordinador de cobles                      |
| 2019      | QT8: The First Eight                 | Sí     | No              | Ella mateixa                                      | Documental                                 |
| 2021      | Malignant                            | Sí     |                 | Scorpion                                          |                                            |

## Premis i nominacions
| Any  | Esdeveniment                                    | Pel·lícula          | Premi                                                                 | Resultat  |
| ---- | ----------------------------------------------- | ------------------- | --------------------------------------------------------------------- | --------- |
| 2009 | Maverick Movie Awards                           | Reflections         | Millors dobles                                                        | Guanyador |
| 2008 | Premi del Sindicat d'Actors de Cinema           | L'ombra del regne   | Interpretació excepcional d'un conjunt d'acrobàcies en una pel·lícula | Nominat   |
| 2008 | World Stunt Awards                              | Grindhouse          | Millor acrobàcia general d'una dona acrobàtica                        | Guanyador |
| 2008 | World Stunt Awards                              | Grindhouse          | Millor treball amb un vehicle                                         | Nominat   |
| 2005 | World Stunt Awards                              | Kill Bill: Volum 2  | Millor acrobàcia general d'una dona acrobàtica                        | Guanyador |
| 2005 | World Stunt Awards                              | Kill Bill: Volume 2 | Millor lluita                                                         | Guanyador |
| 2005 | Women in Film and Television New Zealand Awards |                     | Assoliment en cinema                                                  | Guanyador |
| 2005 | World Stunt Awards                              | Catwoman            | Millor treball alt                                                    | Nominat   |
| 2004 | World Stunt Awards                              | Kill Bill: Volum 1  | Millor acrobàcia general d'una dona acrobàtica                        | Nominat   |
| 2004 | World Stunt Awards                              | Kill Bill: Volum 1  | Millor lluita                                                         | Nominat   |